# Пустынные соколы
«Бригада пустынных соколов» (араб. لواء صقور الصحراء‎ liwāʾ suqūr aṣ-ṣaḥrāʾ), также «Соколы пустыни» и «Ястребы пустыни» — вооружённое подразделение, действующее на стороне Сирийской арабской армии. В основном состоит из бывших военнослужащих и ветеранов, а также добровольцев из других проправительственных групп, в возрасте от 25 до 40 лет. Бригада описывается как «элитная» группа обученных военных. Группа оснащена лёгким оружием, и поддерживается артиллерией Сирийской арабской армии, когда это необходимо.

## История
Группа была сформирована в начале 2013 года отставным офицером сирийской армии генералом Мухаммедом Джабером в провинции Хомс. После своей отставки вёл в Сирии свой бизнес, получив, благодаря связям в правительстве, права на выгодные экономические контракты, в том числе на приобретение продуктов нефтегазовой отрасли. Когда сирийский конфликт перерос в полномасштабную войну, генерал Джабер понял, что вооружённые группировки боевиков представляют серьёзную угрозу для его бизнеса.
Задачей ополчения была защита объектов в пустынных районах Сирии, граничащих с Ираком и Иорданией. Однако уже вскоре во взаимодействии с сирийской армией участвовала во многих битвах по всей стране. Солдаты подразделения в июне 2013 года освобождали город Эль-Карьятайн, где потеряли одного из своих командиров в боевых действиях. После того, как боевики начали наступление на севере провинции Латакия и захватили контроль над большей частью армянского города Кессаб, бригаду перевели на этот фронт, где её члены помогли осуществить взятие стратегической высоты 45.
В конце марта 2016 года, при поддержке ВКС России, САА, «Соколы пустыни» и другие проправительственные силы освободили и взяли под контроль Пальмиру.
2 июня 2016 года подразделение «Соколов пустыни» возглавило наступление, ведущееся в направлении города Ракка с намерением выбить из административного центра одноимённой провинции террористов «Исламского государства», прежде чем до города доберутся боевики, поддерживаемые США.